# ディヴィジオン・ナシヨナル1932-1933
ディヴィジオン・ナシヨナル1932-1933 (Division Nationale 1932-1933)はフランスのプロサッカーリーグ1部、シャンピオナ・ドゥ・フランス・ドゥ・フットボールの第1回目のシーズンである。
オランピック・リロワが初優勝を決めた。

## プロリーグ誕生までの歴史
このシャンピオナ・ドゥ・フランス初年度シーズンは2つの点で斬新であった。ひとつはフランスサッカー史上初めての全国リーグという点、もうひとつはプロのサッカークラブとプロサッカー選手のみが参加を許された完全プロリーグという点である。プロサッカーリーグの歴史は1885年にイングランドのフットボールリーグから始まったが、対岸のフランスでは1932年まで全国規模のプロリーグは無かった。アマチュアリズム規定は選手への金銭報酬支払いを禁じており、クラブ経営者たちは回りくどい手段で選手たちに報酬を与えていた。灰色のアマチュアリズムと呼ばれた極秘かつ違法な金銭報酬授受は処罰対象となるため、選手の本業ビジネスをコンサルタントしたり、ホームタウンの地元企業への雇用を斡旋したり、といった手法である。

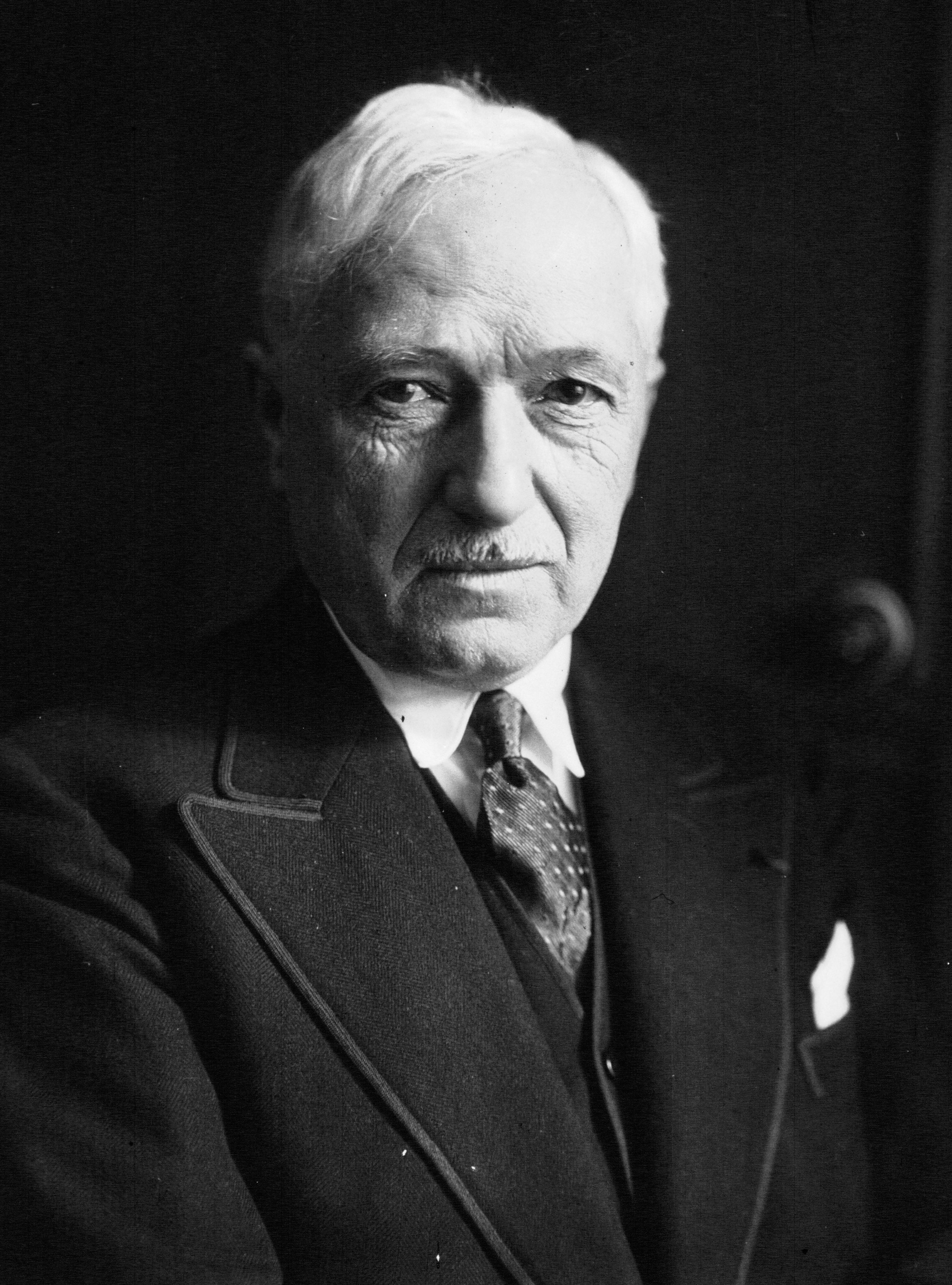
プロサッカーリーグ創設に尽力した当時のFFF会長ジュール・リメ

第一次世界大戦後のフランスに存在していた「シャンピオナ」は、全てリーグ・レジオナール (地域サッカー連盟)による地域単位のリーグ戦であった。本業に支障をきたすような長距離遠征はアマチュア的環境には無理が多かったので、必然的にリーグ戦形式の大会は地域単位で行われていたのである。全部で15個あったフランス地域リーグの最上位カテゴリー「ディヴィジオン・ドヌール」は毎シーズン途切れることなく行われていた。だが、その上のカテゴリーは長らく存在しなかった。1919年にUSFSAフランスサッカー選手権が消滅して以降、地域リーグを制したクラブは「その先の目標」を持てない状態に置かれ続けていたのである。フランス以外のヨーロッパ諸国に目を向けると、たとえ完全なリーグ戦形式ではなくとも、国内各地の地域リーグ王者を集めた全国選手権が盛んに行われており、フランスとしても全国選手権を再建すべきという機運が高まってきていた。1926年にFFF主催で地域リーグ王者によるリーグ戦形式のアマチュア全国選手権が作られたが、開催方式をめぐる論争のため僅か3シーズンで挫折。その後はプジョー社主催の大会クープ・ソショーが地域リーグ王者を集めたリーグ戦形式の大会を引き継いだ。
1920年代末、FFFはクープ・ソショーを参考に再度リーグ戦形式の全国選手権創設を検討し始めたが、それ以前にプロフェッショナリズム問題の解決がより重要な議題となりつつあった。「灰色のアマチュアリズム」 (秘密の金銭報酬授受)を防止するためにはプロ契約解禁・プロの全国選手権創設が必要だという、経済的観点に立った意見がフランスサッカー界の大部分の経営者達から出されていたからだ。そこで1929年から1932年にかけて、プロフェッショナリズムの合法化に関する会議およびプロの定義を形作るための会議がFFFで行われた。FFF会長ジュール・リメ、同事務局長アンリ・ドロネー、各地域サッカー連盟代表者、FCセト会長のジョルジュ・バイルー、ノール県連盟およびオランピック・リロワ会長のアンリ・ジョーリス、パリサッカー連盟会長のアンリ・ジュヴァン、元フランス代表選手でサッカージャーナリストのガブリエル・アノー、エマニュエル・ガンバルデッラなどが、フランスプロサッカーの在り方について意見をぶつけ合った。

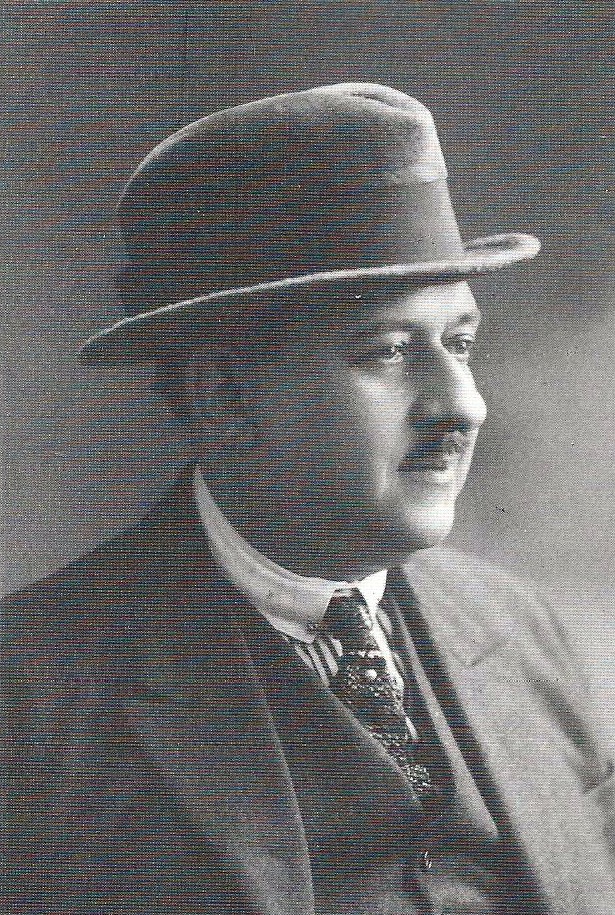
リーグ・デュ・ノルド会長のアンリ・ジョーリスはGCAから脱退を企み、アミアンACやRCルーベをそそのかしたが、結局はGCAに参加した。

1931年1月17日、2度目の会議では大部分の出席者が賛成票 (128対20)を投じ、プロフェッショナリズム制度創設が決議された。反対票のうち13票を投じたのはパリ連盟の出席者で、ジュール・リメは投票を棄権した。続いて1932年1月16日・17日には、そのプロフェッショナリズムの具体的な定義を最終的に確定させる会議が開かれる。そこでは「グループマン・ドゥ・クルブ・オートリゼ (認定クラブ団体)」、略称GCAという組織に加盟することが、プロサッカークラブとしての一種のライセンスとなり、また同時にプロ全国選手権出場資格であると定められた。同年1月25日、オランピック・ダンティーブがGCA加盟第一号クラブとなった。フランスサッカー史上最初の、合法的に認められたプロサッカークラブの誕生である。
1932年4月までに、オランピック・アレス、アミアンAC、オランピック・ダンティーブ、ASカンヌ、イエールFC、オランピック・リロワ、オランピック・ドゥ・マルセイユ、CAメッサン (FCメス)、SOモンペリエ、FCミュルーズ、OGCニース、SCニーム、クルブ・フランセ、エクセルシオールACルーベ、RCルーベ、FCセト、FCソショーなど、合計17クラブがGCAに加盟した。彼らはFFFから選手とプロ契約を結ぶ権利を認められた。レッドスター、RCパリ、CAパリの3クラブは加盟申し込みの時点ではまだFFFに加盟していなかったので、その完了後の5月から6月にGCAメンバーに加わった。クルブ・デポルティーボ・エスパニョール・ボルドー、SCバスティディエンヌ、SCサンテティエンヌ (継続審議)は競技環境・経営状態ともに未整備と判断されて加盟を却下された。その後スタッド・レンネUCが加盟を認められ、継続審議中のSCサンテティエンヌと新規申し込みのFCグラスが最終的に却下された。よって21クラブが初年度シーズン参加資格を手にした。
だが1932年6月27日、紛争が起こる。ノール県サッカー連盟およびオランピック・リロワ会長のアンリ・ジョーリスがGCAと対立し、アミアンACとRCルーベを巻き込んで脱退騒動を起こしたのである。FFFプロリーグ実行委員会は彼らの脱退を織り込んだ上での日程作成を進め、残り18クラブを2グループに分けてリーグ戦を行う事を7月11日に決定した。そんな中リールの隣町のクラブ、ルイ・エンノ会長率いるSCフィヴが反乱グループを離脱して7月22日にGCAに復帰したことで、オランピック・リロワの選手がこのクラブに集団移籍しようとした。これを阻止するためにジョーリスは矛を収めざるを得なくなり、8月1日にGCA復帰を余儀なくされた。リロワの復帰が特例で認められたのに対しアミアンとRCルーベが初年度参入組から排除されたため、1932－1933シーズンは20クラブで行われることが決まった。

## 大会方式
初年度の今シーズンは、プロライセンスを得た20クラブ全ての参加が認められた。この20クラブを2グループに分けて、H&A2回戦総当たり・全18節のリーグ戦を行い、それぞれの1位がスタッド・デパルトモンタル・イヴ＝デュ＝マノワールでの年間王者決定戦に進出する。勝ち点は勝利2・引き分け1・負け0、勝ち点が並んだ場合は一試合平均得点率で優った方が上位に立つ。両グループのボトム3、計6クラブが来シーズンから発足する2部リーグに降格する。

## 出場クラブ

### グループA
| クラブ                         | 監督                     | ホーム                                                                                         |
| ------------------------------ | ------------------------ | ---------------------------------------------------------------------------------------------- |
| クルブ・フランセ               | カイ・アンドルップ       | スタッド・ドゥ・パリ (4), スタッド・ビュファロ (2), コロンブ (2), スタッド・ブワン (1)         |
| イエールFC                     | シャルル・コント         | スタッド・ペリュック                                                                           |
| オランピック・リロワ           | ロベルト・デ・フェーン   | スタッド・ヴィクトル＝ブーケイ                                                                 |
| オランピック・ドゥ・マルセイユ | チャーリー・ベル         | スタッド・ドゥ・リュヴォーヌ                                                                   |
| FCミュルーズ                   | フランツ・プラトコ       | スタッド・ドゥ・ブールツウィラー                                                               |
| OGCニース                      | ジム・マクデヴィット     | スタッド・サン＝モーリス                                                                       |
| SCニーム                       | アンドリュー・ウィルソン | スタッド・ジャン＝ブアン                                                                       |
| RCパリ                         | ジミー・ホーガン         | パルク・デ・プランス (4), スタッド・ジャン＝ブアン (2), スタッド・ドゥ・パリ (2), コロンブ (1) |
| エクセルシオールAC             | トーマス・グリフィス     | スタッド・アメデー＝プルヴォ                                                                   |
| FCセト                         | シドニー・レーガン       | スタッド・デ・メテリー                                                                         |

| クルブ・フランセ | イエール | リロワ | マルセイユ       | ミュルーズ |
| ニース           | ニーム   | RCパリ | エクセルシオール | セト       |

### グループB
| クラブ                     | 監督                     | ホーム                                                                       |
| -------------------------- | ------------------------ | ---------------------------------------------------------------------------- |
| オリンピック・アレス       | 不明                     | スタッド・ドゥ・ラ・プレリー                                                 |
| オランピック・ダンティーブ | M・ヴァレル              | スタッド・デュ・フォール・カレ                                               |
| ASカンヌ                   | ウィリアム・エイケン     | スタッド・デ・エスペリド                                                     |
| SCフィヴ                   | ジョージ・バリー         | スタッド・フェリ＝ヴィルノ                                                   |
| FCメス                     | ヴィリー・シュテイスカル | スタッド・サン＝シンフォリアン                                               |
| SOモンペリエ               | ルネ・ドゥデュー         | パルク・デ・スポール                                                         |
| CAパリ                     | フェレンツ・コンヤ       | スタッド・ドゥ・パリ (4), スタッド・ビュファロ (3), パルク・デ・プランス (2) |
| レッドスター・オランピック | ロベール・フィシェ       | スタッド・ドゥ・パリ (8), スタッド・エリザベート (1)                         |
| スタッド・レンネUC         | カルマン・シェカニー     | パルク・デ・スポール                                                         |
| FCソショー＝モンベリアル   | ヴィクター・ギブソン     | スタッド・ドゥ・ラ・フォルジュ                                               |

| アレス     | アンティーブ | ASカンヌ     | SCフィヴ | FCメス   |
| モンペリエ | CAパリ       | レッドスター | レンヌ   | ソショー |

## シーズンハイライト

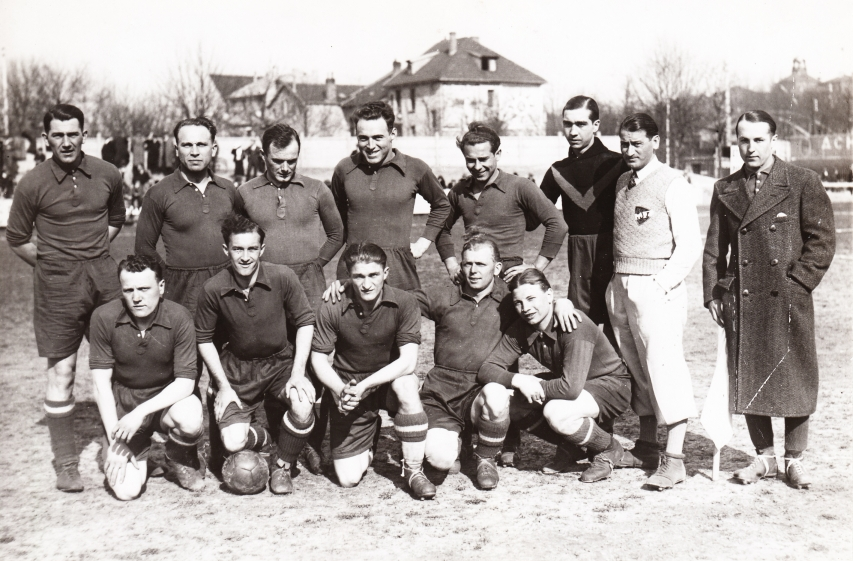
1933年3月のFCメス

記念すべきシャンピオナ・ドゥ・フランス初年度の開幕節は、1932年9月11日に行われた。CAパリが敵地でソショーを破り、オランピック・リロワがホームでマルセイユに敗れるなど、この節は波乱が多かった。マルセイユは後半戦でもホームでリロワに勝ち、最終的にこのシーズンを制した初代リーグ王者に2度も土をつけたのだった。だがその後半戦での試合はリロワの選手が複数退場処分を受け、スコアもマルセイユの7－0だったため論争の的となった。この試合マルセイユは二桁得点を挙げられたくらい一方的に攻め続け、リロワは敵陣内に殆どボールを持ち込むことができず。なおこれだけのゴールラッシュにも拘らず、マルセイユのフランス代表選手ジャン・ボワイエは得点者に名を連ねる事ができなかった。
このマルセイユ疑惑の勝利への批判も、グループBを1位で終えたオランピック・ダンティーブのSCフィヴ戦 (5-0)買収事件によって吹き飛んでしまうのだった。アンティーブはグループ1位のかかった重要な最終戦で不正を行ったことが発覚、決勝進出の権利を剥奪され、グループBを2位で終えたASカンヌが繰り上がりでパリへの切符をつかんだ。1933年5月14日グループA1位のオランピック・リロワとASカンヌの決勝戦に集まった観客は、16000人。雨でピッチコンディションも悪い中で両チームは激しいシーソーゲームを演じたが、最終的にウィンケルマンの決勝ゴールでリロワが4－3で勝ち、初代フランス王者となった。
いっぽう両グループの下位3クラブは、来シーズンから発足する2部リーグに降格させられた。この時点ではまだ下部リーグが存在しなかったので新規参入・昇格クラブは無く、ほか14クラブが来季1933－1934シーズンを1グループ制で戦う事となる。以降は特殊な政治情勢の時代を除き1グループ制が定着した。

## グループステージ

### グループA
| 順 | チーム                         | 試 | 勝 | 分 | 敗 | 得 | 失 | 差  | 点 | 出場権または降格                                    |
| -- | ------------------------------ | -- | -- | -- | -- | -- | -- | --- | -- | --------------------------------------------------- |
| 1  | オランピック・リロワ (Q)       | 18 | 14 | 0  | 4  | 41 | 23 | +18 | 28 | 決勝進出                                            |
| 2  | オランピック・ドゥ・マルセイユ | 18 | 10 | 3  | 5  | 40 | 24 | +16 | 23 |                                                     |
| 3  | RCパリ                         | 18 | 8  | 5  | 5  | 40 | 36 | +4  | 21 |                                                     |
| 4  | FCセト                         | 18 | 8  | 4  | 6  | 32 | 32 | 0   | 20 |                                                     |
| 5  | SCニーム                       | 18 | 8  | 3  | 7  | 37 | 38 | −1  | 19 |                                                     |
| 6  | エクセルシオールACルーベ       | 18 | 5  | 8  | 5  | 32 | 37 | −5  | 18 | クープ・ドゥ・フランス1932-1933優勝                 |
| 7  | OGCニース                      | 18 | 5  | 5  | 8  | 26 | 32 | −6  | 15 |                                                     |
| 8  | クルブ・フランセ (R)           | 18 | 5  | 3  | 10 | 43 | 50 | −7  | 13 | デイヴィジオン・アンタルレジオナール1933-1934に降格 |
| 9  | イエールFC (R)                 | 18 | 4  | 4  | 10 | 22 | 29 | −7  | 12 | デイヴィジオン・アンタルレジオナール1933-1934に降格 |
| 10 | FCミュルーズ (R)               | 18 | 4  | 3  | 11 | 36 | 48 | −12 | 11 | デイヴィジオン・アンタルレジオナール1933-1934に降格 |

### グループB
| 順 | チーム                         | 試 | 勝 | 分 | 敗 | 得 | 失 | 差  | 点 | 出場権または降格                                    |
| -- | ------------------------------ | -- | -- | -- | -- | -- | -- | --- | -- | --------------------------------------------------- |
| 1  | オランピック・ダンティーブ     | 18 | 10 | 4  | 4  | 39 | 21 | +18 | 24 | 失格                                                |
| 2  | ASカンヌ (Q)                   | 18 | 8  | 6  | 4  | 37 | 24 | +13 | 22 | 決勝進出                                            |
| 3  | FCソショー＝モンベリアル       | 18 | 9  | 4  | 5  | 40 | 31 | +9  | 22 |                                                     |
| 4  | SOモンペリエ                   | 18 | 9  | 3  | 6  | 37 | 36 | +1  | 21 |                                                     |
| 5  | CAパリ                         | 18 | 8  | 4  | 6  | 38 | 37 | +1  | 20 |                                                     |
| 6  | スタッド・レンネUC             | 18 | 7  | 4  | 7  | 41 | 36 | +5  | 18 |                                                     |
| 7  | SCフィヴ                       | 18 | 6  | 5  | 7  | 42 | 48 | −6  | 17 |                                                     |
| 8  | レッドスター・オランピック (R) | 18 | 4  | 6  | 8  | 38 | 29 | +9  | 14 | デイヴィジオン・アンタルレジオナール1933-1934に降格 |
| 9  | FCメス (R)                     | 18 | 5  | 3  | 10 | 25 | 51 | −26 | 13 | デイヴィジオン・アンタルレジオナール1933-1934に降格 |
| 10 | オリンピック・アレス (R)       | 18 | 2  | 5  | 11 | 25 | 49 | −24 | 9  | デイヴィジオン・アンタルレジオナール1933-1934に降格 |

1. ↑  買収により決勝進出権を剥奪

## 決勝
| 1933年5月14日 |

| オランピック・リロワ                                                           | 4–3 | ASカンヌ                                                                              |
| ウィリアム・バレット 25分 · Varga 30分 · ジョルジュ・ヴィンケルマン 75分, 86分 |     | ピエール・フェッチーノ 59分 · アンドレ・カレカ 78分 · モーリス・トゥールニエール 82分 |

| スタッド・オランピック・イヴ＝デュ＝マノワール, コロンブ 観客数: 16,000 |

## 得点ランキング[6]

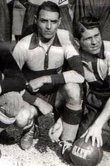
ロベール・メルシエ

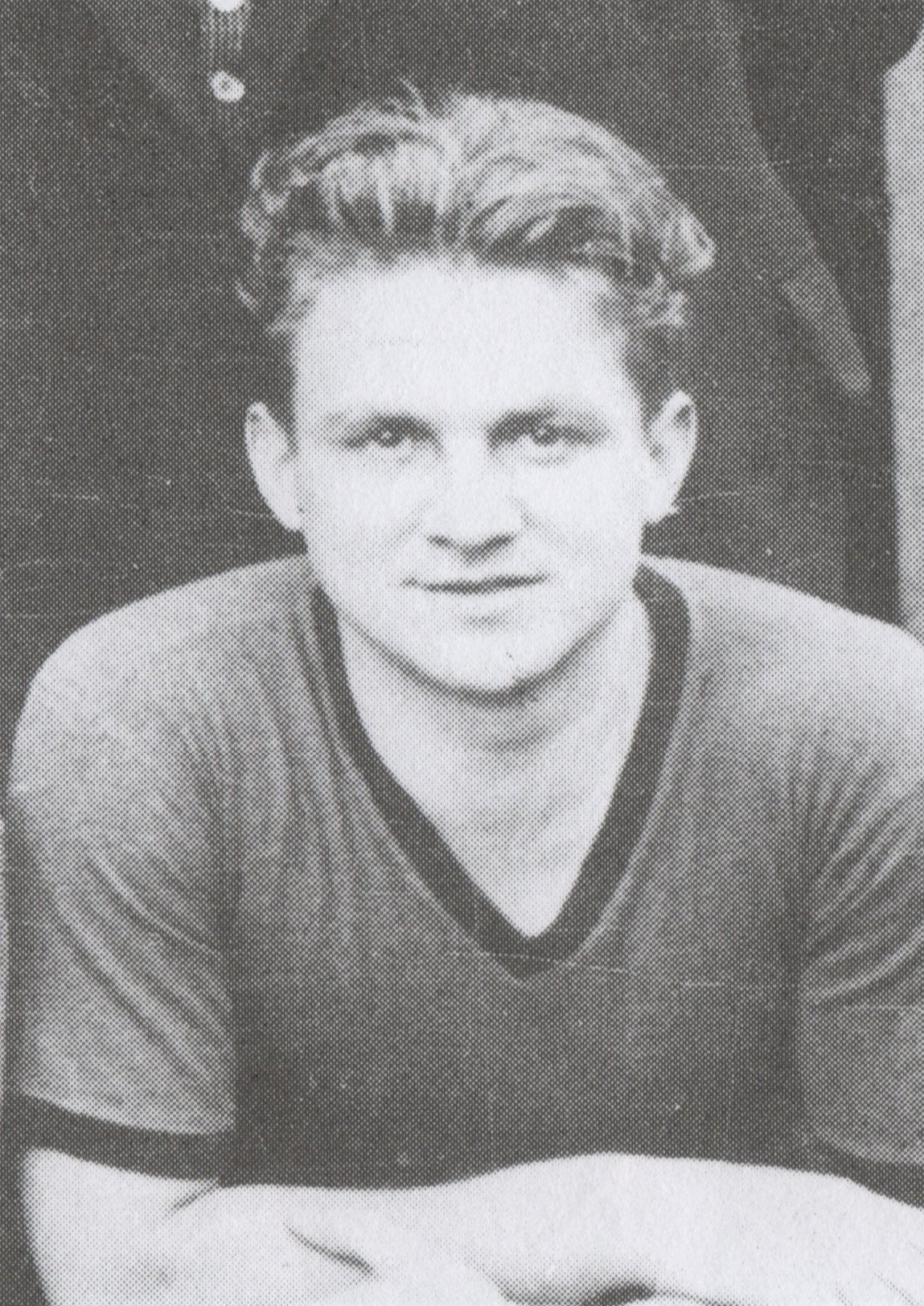
ヴァルター・カイザー

初代リーグ得点王の栄冠をつかんだのは、ともに15ゴールを挙げたフランス代表FWロベール・メルシエ (クルブ・フランセ)とドイツ人のヴァルター・カイザー (スタッド・レンネ)であった。グループB最多得点チームであるSCフィヴは、3人の選手が得点ランク10位以内に入っている。
| 順位 | 選手                           | クラブ                         | 点 |
| ---- | ------------------------------ | ------------------------------ | -- |
| 1    | ロベール・メルシエ             | クルブ・フランセ               | 15 |
| .    | ヴァルター・カイザー           | スタッド・レンネ               | 15 |
| 3    | ジョゼフ・アルカザル           | オランピック・ドゥ・マルセイユ | 14 |
| .    | ピエール・フェッチーノ         | ASカンヌ                       | 14 |
| 5    | カール・クリマ                 | オランピック・ダンティーブ     | 13 |
| .    | オラシオ・フィナモレ           | レッドスター・オランピック     | 13 |
| 7    | ロベール・サン＝ペ             | SCフィヴ                       | 12 |
| .    | イシュトヴァーン・ザヴァツキー | SOモンペリエ                   | 12 |
| .    | ピエール・ベルトラン           | レッドスター・オランピック     | 12 |
| 10   | アンドレ・シュヴァ             | SCフィヴ                       | 11 |
| .    | エルネスト・リヴェラティ       | SCフィヴ                       | 11 |
| .    | ジュリアン・ドミニク           | スタッド・レンネ               | 11 |

- 13位 アンドリュー・ウィルソン (サッカー選手) (SCニーム), ギヨーム・デレス (RCパリ) : 10点
- 15位 ウィリアム・バレット (リロワ), マルセル・カウフマン (ミュルーズ), イヴァン・ベック (セト) : 9点
- 18位 ジャン・ローラン (クルブ・フランセ), アルフレッド・レオナール・ケイエル (マルセイユ), アルベール・ポルジュ (SCニーム), マルセル・ガレー, エミール・ヴェナント (RC パリ) : 8点
- 23位 ジョルジュ・ヴィンケルマン (リロワ), エルネスト・トマシ (ニース), エミール・シャルヴィダン (SCニーム) : 7点

## スポンサーとメディア
日刊新聞ル・プティ・パリジャン紙がリーグのメインスポンサーであり、このシーズンのニュース記事を大量に掲載していた。いくつかの試合はラジオ放送され、1933年5月14日の決勝戦はラディオ・パリ、ル・ポスト・パリジャン、ラディオPTTの3局が生中継した
。

## サポーター
各クラブのサポーターは、チームを追って盛んにアウェイゲームに応援に出かけた。一例として、SCニームのサポーターは1932年10月2日のパリでの対クルブ・フランセ戦に200人が詰めかけている。この試合はRCパリ対エクセルシオールACルーベ戦とダブルヘッダーで、同じスタッド・ジャン＝ブアンで行われたが、約500人がチケットを持たずにスタジアムゲートを突破した。さほど暴力的な侵入ではなかったのだが、入場料を支払わないファンが多いことに各クラブは頭を悩ませていた。スタンドとピッチの間には乱入を防ぐような柵が全く、あるいはほとんど設置されておらず、セキュリティも杜撰だった。クラブチーム戦の運営状態とは対照的に、1933年2月12日にパルク・デ・プランスで行われたフランス対オーストリアの国際試合では、フランス共和国親衛隊が会場警備にあたっている。

数は多くないが、暴力事件はあった。1932年11月6日のニース対クルブ・フランセ戦では黒人選手エムバレクに対する差別的野次が浴びせられ、ボロスに対して石が投げられる事件が発生。1933年1月15日のイエール対ミュルーズ戦の前にはホームファンとビジターファンの喧嘩があった。なお、各クラブから2人ずつ選手を集めて作られたサッカー選手会は、シーズン終了後にエクセルシオールACルーベのファンが最もマナーが良かったと認定した。